# NGC 762
NGC 762 est une galaxie spirale barrée située dans la constellation de la Baleine. NGC 762 a été découverte par l'astronome germano-britannique William Herschel en 1785.

## Caractéristiques
Sa vitesse par rapport au fond diffus cosmologique est de 4 627 ± 35 km/s, ce qui correspond à une distance de Hubble de 68,3 ± 4,8 Mpc (∼223 millions d'al).
La classe de luminosité de NGC 762 est I et c'est une galaxie à sursaut de formation d'étoiles. NGC 762 est une galaxie dont le noyau brille dans le domaine de l'ultraviolet. Elle est inscrite dans le catalogue de Markarian sous la cote Mrk 1012 (MK 1012).

## Supernova
La supernova SN 1988ab a été découverte dans NGC 762 le 4 décembre 1988 par l'astronome américain Michael Richmond. Le type de cette supernova n'a pas été déterminé.